# PFC Lokomotiv Sofia
PFC Lokomotiv Sofia (em búlgaro: ПФК Локомотив София) é um clube de futebol da Bulgária, fundado em 2 de setembro de 1929 na cidade de Sófia, capital do país.
É um dos quatro representantes da Capital na A PFG, sendo o "primo pobre" de Sófia na competição.
Foi fundado por um grupo de ferroviários, com o nome Railways Sports Club. Desde 1994, seu presidente é Nikolay Gigov.

## Uniformes
- Uniforme titular: Camisa vermelha com listras verticais pretas, calção preto e meias pretas.
- Uniforme reserva: Camisa branca com detalhes pretos e vermelhos, calção branco e meias brancas.

## Títulos

### Como Railways SC
- Campeonato Estatal de Futebol da Bulgária: 1

(1940)

### Como Lokomotiv Sófia
- Campeonato Búlgaro: 4

(1945, 1946, 1964, 1978)
- Copa da Bulgária: 4

(1948, 1953, 1982, 1995)
- Copa dos Ferroviários da Europa: 1961, 1963

(1961, 1963)
- Copa dos Bálcãs: 1

(1973)